# Rossant
Rossant ist ein Familienname.

## Namensträger
- Colette Rossant (1932–2023), französische Kochbuchautorin, Gastronomiekritikerin und Übersetzerin
- James Rossant (1928–2009), US-amerikanischer Architekt
- Janet Rossant (* 1950), britisch-kanadische Entwicklungsbiologin und Genetikerin